# Kota Kinabalu
Kota Kinabalu (ook wel KK genoemd) is de hoofdstad en een gemeente (dewan bandaraya; city hall) van Sabah, een van de staten van Maleisië. Kota Kinabalu is een gemeente met ongeveer 315.000 inwoners van de West Coast Division gelegen aan de westkust van het eiland Borneo in Maleisië. De stad heeft diverse namen gehad, onder andere Api-Api en Jesselton. Volgens Malaysian Electoral Commission ethnic composition was 78 procent van de bevolking in 2008 Chinees.

## Geschiedenis
In de Tweede Wereldoorlog werd de stad (destijds Jesselton geheten) vrijwel volledig verwoest. Hierdoor zijn in de stad vrijwel geen historische gebouwen te vinden.
Kota Kinabalu ligt aan het begin van de 21e eeuw qua ontwikkeling nog altijd ver achter bij vergelijkbare steden op het Maleisisch schiereiland, maar op 2 februari 2002 kreeg de stad de officiële "city"-status toegewezen. Sindsdien is de stad vol in ontwikkeling en wordt onder andere hard gewerkt aan de verbetering van de infrastructuur. De grootste groeikern van de stad ligt aan de noordzijde van de stad, waar in de omgeving van de nieuwe universiteit druk wordt gebouwd.

## Bevolking
Kota Kinabalu is een multiculturele stad. De stad bestaat hoofdzakelijk uit Maleiers, Kadazans, Chinese Maleiers en Bajaus. De Chinezen zijn merendeels van Hakka oorsprong uit Huiyang en wonen vooral in het gebied Luyang. In Penampang wonen merendeels Kadazans. De Bajaus wonen vooral in Likas, Sembulan en Karambunai. De Maleiers en Bajaus zijn voornamelijk islamitisch. De Kadazans in deze stad zijn voornamelijk christelijk. De Chinezen zijn vooral boeddhistisch. Ook wonen er in Kota Kinabalu een klein aantal hindoes, sikhs, animisten en secularisten.

## Bezienswaardigheden
Vrijwel alle toeristen die Maleisisch Borneo bezoeken, zullen in eerste instantie kennismaken met Kota Kinabalu. De stad kent enkele fraaie resorthotels en overdekte winkelcentra, waar veel merkartikelen (vooral kleding) tegen lage prijzen worden aangeboden.
Kota Kinabalu is een uitstekende uitvalsbasis voor dagtrips naar diverse plaatsen zoals Nationaal park Kinabalu met Mount Kinabalu die de moeite waard zijn.
Enkele bezienswaardigheden in Kota Kinabalu zijn:
- Sabah Museum
- Stads Moskee
- Atkinson Clock Tower: gebouwd door Mary Edith Atkinson in 1905 ter nagedachtenis van haar zoon Francis George Atkinson. Een voormalig navigatiebaken voor schepen, totdat de toren overschaduwd werd door grotere gebouwen. Dit is het enige gebouw in Kota Kinabalu van voor de Tweede Wereldoorlog.
- Sabah Foundation Building: 30-verdiepingen hoog gebouw van glas en staal. Er zijn op de hele wereld maar vier gebouwen te vinden met dezelfde constructie.
- North Borneo Railway
- Bird Sanctuary
- Filipijnse Markt
- Tunku Abdul Rahman Park
- Tanjung Aru Resort

### Chinese tempels
- Puh Toh Tze Temple
- Chinese Foochow Buddhist Temple
- Pagoda Ling San
- Fuk Tek Kung Temple

## Verkeer en vervoer
De internationale luchthaven Kota Kinabalu International Airport is de op een na drukste van Maleisië.

## Zustersteden
- China - Wuhan, China
- Indonesië - Tarakan, Indonesië
- China - Changsha, China
- China - Guangzhou, China
- China - Shenzhen, China
- Zuid-Korea - Yongin, Zuid-Korea
- Australië - City of Rockingham, Australië

## Foto's

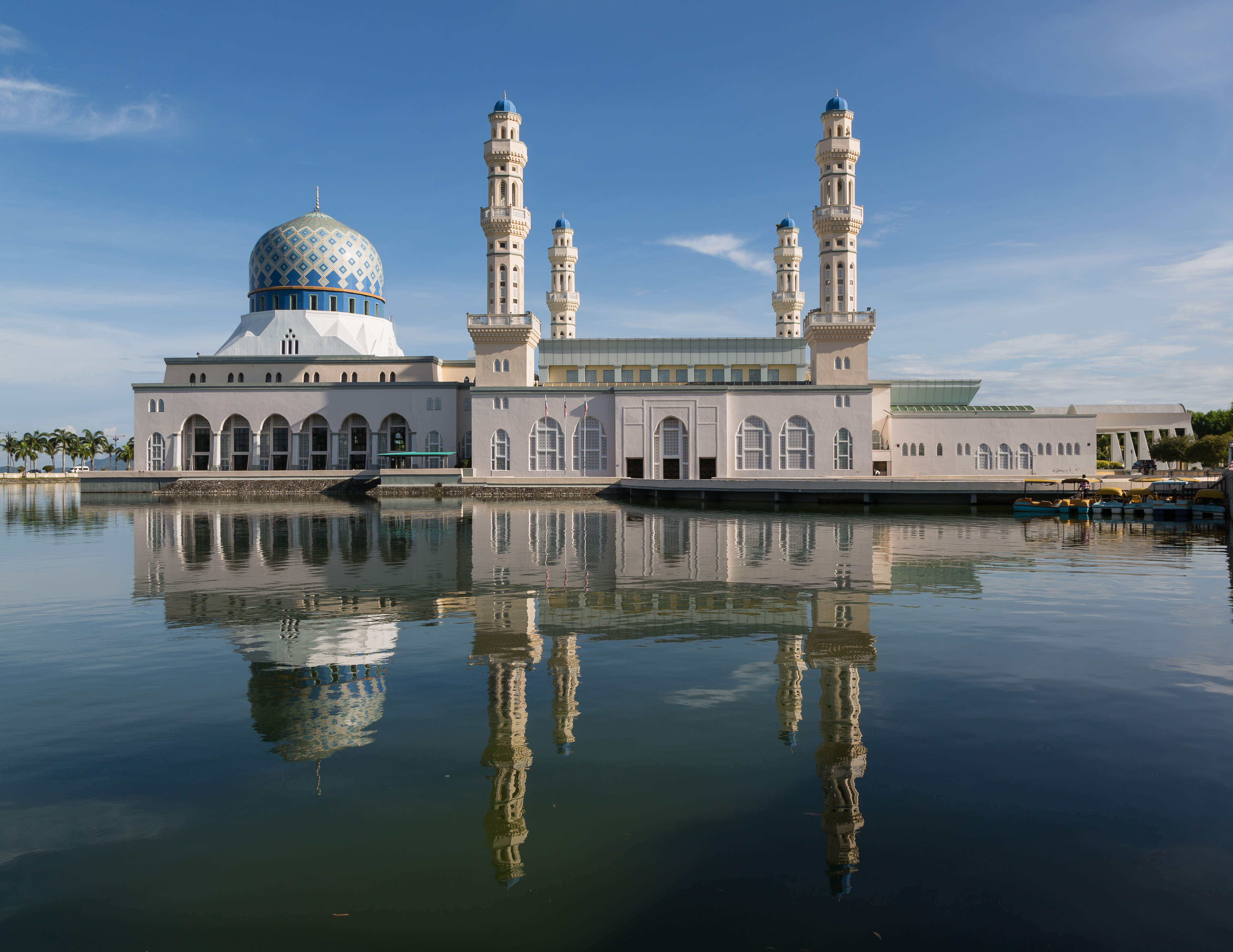
Stadsmoskee, Kota Kinabalu
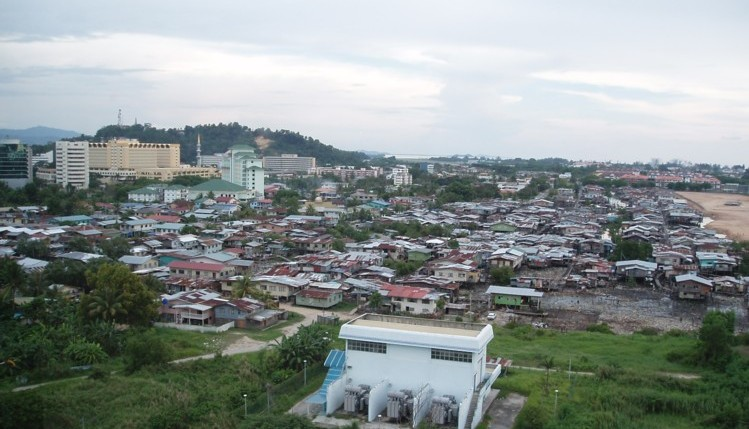
Dorp ten zuiden van Kota Kinabalu
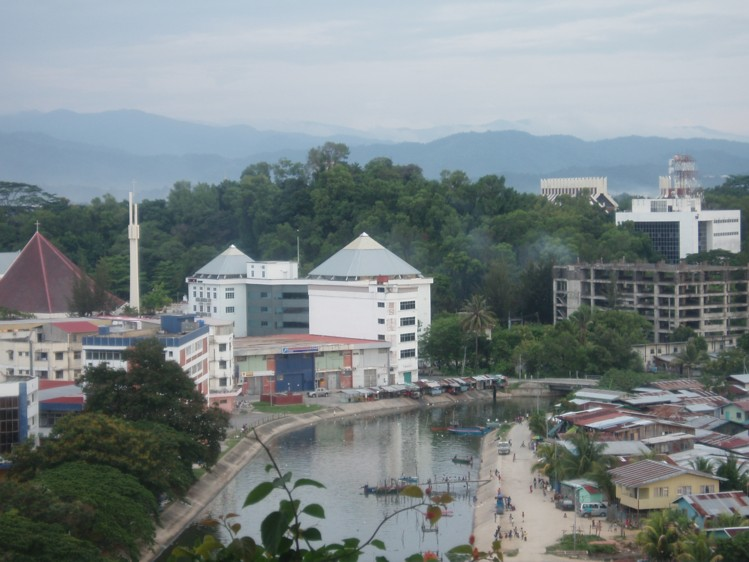
Zuid Kota Kinabalu